# Paramahansa (tytuł)
Paramahansa (dewanagari परमहंस trl. pāramahaṃsa, tłum. najwyższy łabędź) – tytuł hinduistyczny, stosowany wobec wysoce zrealizowanych mistrzów (guru).  Najwyższy łabędź – to osoba przemierzająca świat bez pragnień i lgnięcia do jego pokus, posiadająca moc rozróżniania ułudy od prawdy i niepodlegająca parom przeciwieństw.
Tytuł taki mógł otrzymać mnich wędrowny (oraz sannjasin) z tradycji zakonnej Śankraćarji, po dwunastu latach od święceń. Wtedy jako paramahansa osiadał w klasztorze, rezygnując z wędrownego trybu życia a rozpoczynając służbę wiernym jako guru.

## Przykłady użycia tytułu

### Hinduistyczne imiona guru
- Paramahansa Jogananda
- Paramahansa Pradźnanananda
- Paramahansa Hariharananda
- H.H. Paramahansa Mahamandaleśwar Swarupananda Wiśwa Guru Maharadż Swamidźi
- H.H. Paramhans Śri 1008 Swami Hari Har Dźi Maharadż
- Paramhans Yogiśwar Satguru Bawa Lal Dajal Dźi Maharadż =Shri 1008 Bawa Lal Dajal ji Maharadż
- Śri Guru Purnananda Paramahansa
- Śri Guru Bhumananda Paramahansa
- Śri Guru Janardan Paramahansa
- Śri Guru Prasad Paramahansa
- Śri Ramakryszna Paramahansa
- Swami Muktananda Paramahansa